# Malcolm Albert Ntambwe
Malcolm Albert Ntambwe (* 22. Januar 1993 in Berlin) ist ein deutscher Fußballspieler kongolesischer Abstammung. Er wird aufgrund seiner autoritären Spielart vorrangig im offensiven Mittelfeld eingesetzt.

## Karriere

### Jugend in Berlin
Ntambwe wuchs in Berlin auf, wo er schon relativ früh mit dem Fußballsport in Berührung kam. Nach seinen ersten Jugendvereinsjahren beim 1. FC Union Berlin wechselte er in die Jugendabteilung (zunächst U17 und später U19) von Hertha BSC.

### Wechsel nach Frankreich
2012 wechselte Ntambwe überraschend zum französischen Zweitligisten CS Sedan. Hier war er ebenfalls Mittelfeldspieler, der Vertrag bestand bis zum 1. Juli 2013.

### Zurück nach Deutschland
Am 21. September 2013 absolvierte Ntambwe ein Spiel für die Reservemannschaft des FC Strausberg in der Landesklasse Ost (Brandenburg). In der Saison 2014/15 war er im Kader von Hertha Zehlendorf gelistet. Seitdem taucht er bis heute in keinen Statistiken mehr auf (Stand: 2. Januar 2018).

### Nationalmannschaft DR Kongo
Ntambwe ging 2013 in Demokratische Republik Kongo, seinem Herkunftsland. Hier spielte er für die Nationalmannschaft von 2013 bis 2014 und schoss in fünf Nationalspielen zwei Tore. Dieser Wechsel stellt vorläufig den Höhepunkt seiner Karriere dar.